# Marek Weber

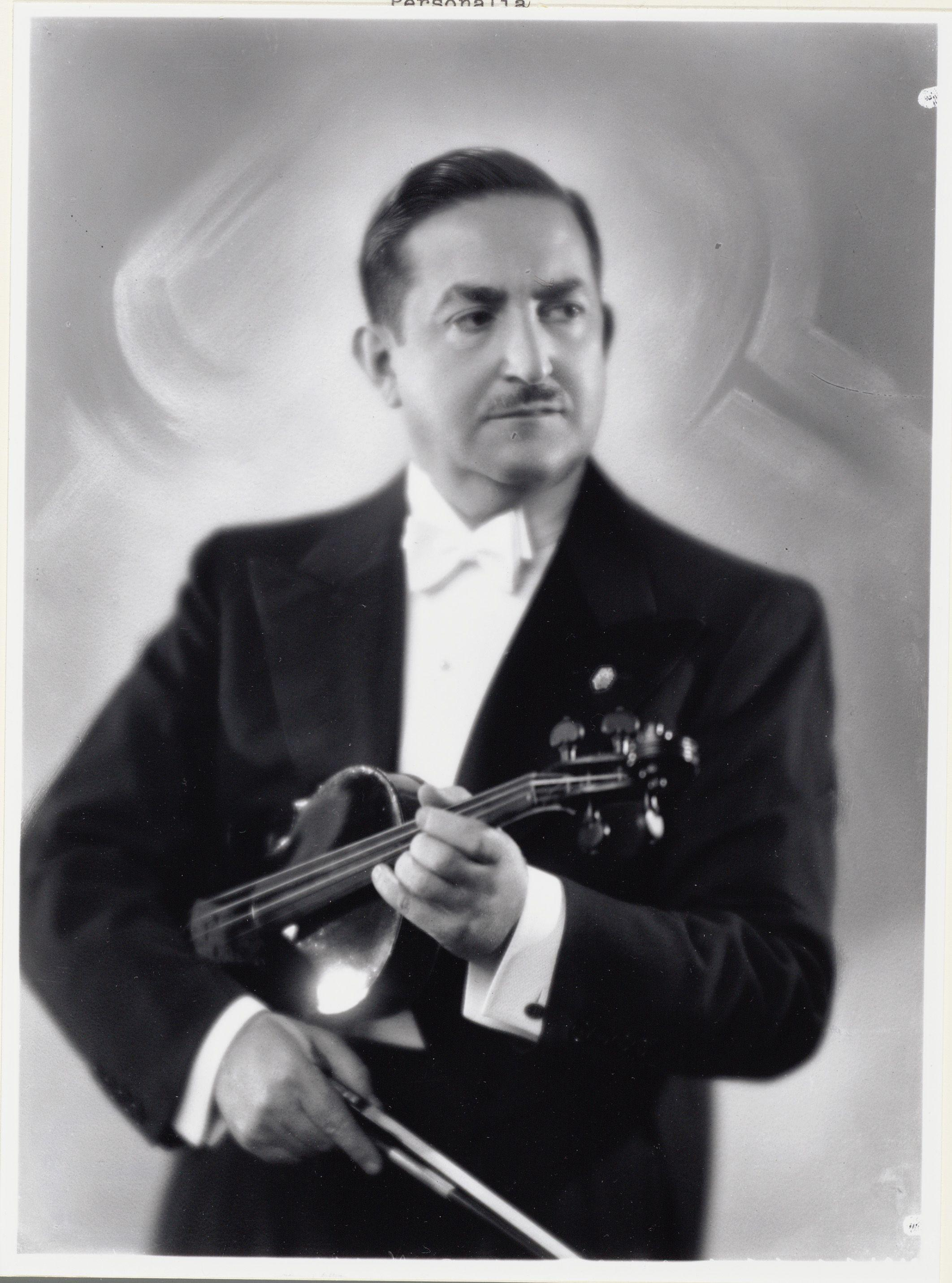
Marek Weber (1934)

Marek Weber (* 25. Oktober 1888 in Lemberg; gestorben 9. Februar 1964 in Chicago) war ein österreichisch-US-amerikanischer Geiger und Orchesterleiter.

## Leben und Wirken
Webers Eltern waren der Kaufmann Baruch Weber und seine Frau Rachel, geb. Presser. Marek Weber kam 1906 nach Berlin und vervollkommnete seine Ausbildung als Geiger von 1906 bis 1908 am Stern’schen Konservatorium bei Alfred Wittenberg. Mit 20 Jahren gründete er sein erstes Ensemble. So spielte „Berlins bestes Künstler-Quartett Marek Weber“ im Januar 1911 im Café Schön, Unter den Linden. Im Sommer 1913 erfolgen erste Schallplattenaufnahmen des „Streich-Quartetts Marek Weber“ auf Polyphon-Record, 1914 folgten Aufnahmen für Anker-Record. Nach dem Ersten Weltkrieg spielte „Marek Weber mit seiner Künstler-Kapelle“ zunächst regelmäßig im Hotel Esplanade und ab Herbst 1923 im Hotel Adlon. Daneben gab er auch Konzerte, so im Großen Schauspielhaus (Berlin) und ab 1930 hörte man Webers Orchester gelegentlich im Film.
Bereits zu Beginn der 1920er Jahre wurde er auch mit seinem Salon-Orchester für die Schallplatte engagiert: 1919 bis 1925 arbeitete er für den Lindström-Konzern (Marke: Parlophon), Anfang 1926 wechselte er kurzzeitig zur Deutschen Grammophon. Als aber die Electrola-Schallplattengesellschaft entstand, welche als eine der ersten in Deutschland das elektrische Aufnahmeverfahren anwendete, wechselte Weber Mitte 1926 zu dieser und blieb ihr bis 1933 treu, danach machte er bis 1935 Aufnahmen für ihre britische Muttergesellschaft His Master’s Voice. In dieser Zeit gehörte er neben Paul Godwin, Dajos Béla, Ilja Livschakoff, Efim Schachmeister, Ben Berlin, Edith Lorand, Barnabás von Géczy und anderen zu den bekanntesten deutschen Orchesterleitern. Beispiele für die vielen populären Aufnahmen sind Benjamin, ich hab' nichts anzuziehn... und Wenn die Elisabeth nicht so schöne Beine hätt’ mit Siegfried Arno (Gesang) oder Ich reiß' mir eine Wimper aus und stech' dich damit tot ….

Marek Weber und sein Orchester – Tanz-Potpourri aus der Dreigroschenoper, 1929

Marek Weber war kein Freund des damals auch in Europa modern werdenden Jazz. Dennoch musste er als Salonorchesterleiter Tanzmusik mit gelegentlicher Jazzsolistik in sein Programm aufnehmen. Eine Legende erzählt, dass er bei seinen Engagements gerne das Podium verließ, um seine Musiker heißen Jazz spielen zu lassen. Er selbst genehmigte sich währenddessen einen Schluck an der Bar. Interessant ist, dass trotz Webers Abneigung gegen diese Musik sein Orchester zu den besten deutschen Jazzorchestern gehörte, da er oft Musiker engagierte, die diesen Stil vertraten. Unter anderem wirkten Musiker wie der schwarze Trompeter Arthur Briggs, zeitweilig dessen Kollegen Rolf Goldstein und Ady „Eddie“ Rosner, der Pianist Martin Roman und der Banjospieler Mike Danzi in Webers Orchester mit. Er beschäftigte aber auch namhafte Refrainsänger wie Leo Monosson und Austin Egen. Verbunden ist sein Name des Weiteren mit den berühmten Berliner Hotels, wie dem Hotel Adlon, in denen Weber oft für die musikalische Unterhaltung sorgte.
Anfang 1933 emigrierte er als Jude aus Deutschland zunächst nach England, dann in Schweiz nach Zürich, von wo er Gastspielreisen in zahlreiche Länder Europas unternahm. Im Juni 1937 ging er die Vereinigten Staaten, wo er als „Waltz King of Radio“ Karriere machte und im Februar 1943 amerikanischer Staatsbürger wurde. Nach dem Zweiten Weltkrieg gründete er eine Farm und zog sich ins Privatleben zurück. Seine Geigen schenkte er der Indiana University School of Music.
Weber war von 1914 bis 1935 mit Gertrud Klara (Claire) Drechsel (* 1883 Berlin; † 1952 ebendort) verheiratet. 1939 heiratete er in Chicago Anna Suckow (* 1896, Grabow, Ostpreußen; † 1966). Nach seinem Tode vergab seine Witwe dauerhafte Stipendien für jeweils eine Violinistin und einen Violinisten.
Marek und Anna Weber sind auf dem Rosehill Cemetery, Chicago, Ill. bestattet (Grabstelle: Mausoleum Columbarium, Unit 3).